# Boiruna sertaneja
Espèce
Boiruna sertaneja est une espèce de serpents de la famille des Dipsadidae.

## Répartition
Cette espèce est endémique du Brésil. Elle se rencontre dans les États du Minas Gerais, de Bahia, du Pernambouc, de Paraíba, du Ceará et du Maranhão.

## Description
Ce sont des serpents de taille modérée, de couleur gris sombre ou noir à l'âge adulte.

## Étymologie
Le nom de cette espèce, sertaneja, vient de « sertão », nom donné à la zone de déserts et broussailles xérophytes au nord-est du Brésil, où cette espèce a été décrite.

## Publication originale
- Zaher, 1996 : A new genus and species of pseudoboine snake, with a revision of the genus Clelia (Serpentes, Xenodontinae). Bollettino del Museo Regionale di Scienze Naturali. Torino, vol. 14, p. 289-337.